# Брылов, Георгий Александрович
Георгий Александрович Брылов (1898—1945) — художник-график, гравёр. Автор книг об оформлении книги.

## Биография
Родился в 1898 году в городе Верный.
Окончил графический факультет Ленинградской академии художеств (1923—1927); квалификационной работой при окончании факультета стало сочинение «Обложка книги: опыт исторического исследования»; дипломная работа — оформление книги Д. Фурманова «Мятеж».
С 1929 года — член общества графиков АХРР, АПХ, ССХ в Ленинграде; был руководителем мастерской Ленизогиза. На первом съезде Союза художников Казахстана 26 июня 1940 года был избран председателем СХ Казахской ССР.
Умер в 1945 году.
Его работы находятся в Государственном Русском музее, Саратовском государственном художественном музее имени А. Н. Радищева, казахстанском Музее искусств имени А. Кастеева и других коллекциях.